# Бросвелльбреэн
Бросвелльбреэн (норв. Bråsvellbreen), также Бразвель — выводной ледник на юге острова Северо-Восточная Земля (архипелаг Шпицберген).
Бросвелльбреэн расположен в южной части Сёрфонны — ледникового покрова на юге острова. Длина его составляет 45 км, ширина — 20 км, площадь — 1160 км². Ледник выступает в Баренцево море на 20—30 км.